# Morana Esih
Morana Esih (* 28. Juli 1985) ist eine kroatische Badmintonspielerin. 

## Karriere
Morana Esih gewann 1999 als Junior schon ihren ersten nationalen Titel bei den Erwachsenen in Kroatien. Weitere Titelgewinne folgten 2001, 2002, 2004 und 2007 im Damendoppel.

## Sportliche Erfolge
| Saison | Veranstaltung                     | Disziplin   | Platz | Name                           |
| ------ | --------------------------------- | ----------- | ----- | ------------------------------ |
| 1998   | Kroatien: Juniorenmeisterschaften | Damendoppel | 1     | Morana Esih / Ivana Jurić      |
| 1999   | Kroatien: Juniorenmeisterschaften | Mixed       | 1     | Vedran Ciganović / Morana Esih |
| 1999   | Kroatien: Einzelmeisterschaften   | Damendoppel | 1     | Andrea Jurčić / Morana Esih    |
| 2001   | Kroatien: Einzelmeisterschaften   | Damendoppel | 1     | Matea Čiča / Morana Esih       |
| 2002   | Kroatien: Einzelmeisterschaften   | Damendoppel | 1     | Matea Čiča / Morana Esih       |
| 2004   | Kroatien: Einzelmeisterschaften   | Damendoppel | 1     | Matea Čiča / Morana Esih       |
| 2007   | Kroatien: Einzelmeisterschaften   | Damendoppel | 1     | Matea Čiča / Morana Esih       |